# Joanne Froggatt
Joanne Froggatt (ur. 21 sierpnia 1980) – angielska aktorka teatralna, telewizyjna i filmowa, najbardziej znana z roli Anny Bates, służącej Lady Mary Crawley w serialu Downton Abbey.

## Filmografia
- 1996: The Bill – odcinek: „Unlucky in Love”
- 1997–1998: Coronation Street – jako Zoe Tattersall – 126 odcinków
- 1999: Bad Girls – jako Rachel Hicks – 4 odcinki
- 1999: Dinnerladies – jako Sigourney – odcinek: „Catering”
- 2000: Nature Boy – jako Jenny Macalister – 3 odcinki
- 2000: Other People’s Children – jako Becky – 2 odcinki
- 2000: Lorna Doone – jako Lizzie Ridd
- 2001: A Touch of Frost – jako Anne – 2 odcinki
- 2001: Na sygnale – jako Lucy Curry – odcinek: „Better Safe Than Sorry”
- 2002: Miranda – jako Jacquie
- 2002: Nice Guy Eddie – jako Mandy – odcinek: „#1.3"
- 2002: Paradise Heights – jako Julia Sawyer – 6 odcinków
- 2002: The Stretford Wives – jako Dawn Richards
- 2003: Danielle Cable: Eyewitness – jako Danielle Cable
- 2003: Red Cap – jako szer. Tracy Walters – odcinek: „Crush”
- 2003: The Last Detective – jako Celia/Josie – odcinek: „Pilot”
- 2004: Island at War – jako Angelique Mahy – 6 odcinków
- 2006: Życie na Marsie – jako Ruth Tyler – 3 odcinki
- 2006: The Street – jako Kerry – odcinek: „Sean and Yvonne”
- 2006: Rebus – jako Gail Maitland – odcinek: „Strip Jack”
- 2006: Missing – jako Sybil Foster – 2 odcinki
- 2006: See No Evil: The Moors Murders – jako Maureen Smith
- 2007: Joanne Lees: Murder in the Outback – jako Joanne Lees
- 2008: Spooks: Code 9 – jako Hannah – 2 odcinki
- 2009: Echoes – jako Anya
- 2009: Moving On – jako Kellie – odcinek: „Butterfly Effect”
- 2009: Robin Hood – jako Kate – 11 odcinków
- 2010: In Our Name – jako Suzy
- 2010: Identity – jako Jane Calshaw – odcinek: „Chelsea Girl”
- 2010: The Royle Family – jako Saskia – odcinek: „Joe’s Crackers”
- 2010–2015: Downton Abbey – jako Anna Smith/Bates – 52 odcinki
- 2012: True Love – jako Ruth – odcinek: „Nick”
- 2013: Brud – jako Mary
- 2013: uwantme2killhim? – jako detektyw inspektor Sarah Clayton
- 2013: Zatrzymane życie – jako Kelly Stoke
- 2014: The Secrets – jako Lexie – odcinek: „The Lie”
- 2015: Bob the Builder – jako Wendy (głos)
- 2016: Starfish – jako Nicola Ray
- 2016: Kot Bob i ja – jako Val
- 2016: Dark Angel – jako Mary Ann Cotton
- 2017: Kłamstwa – Laura Nielsen
- 2017: Mary Shelley – jako Mary Jane Clairmont

## Nagrody
- 2010 – Nagroda Brytyjskiego Kina Niezależnego w kategorii „Najbardziej obiecujący debiutant” – za rolę w filmie In Our Name,
- 2012, 2014, 2015 – Nagroda Gildii Aktorów Ekranowych w kategorii „Wybitny występ zespołu aktorskiego w serialu dramatycznym” – za rolę w serialu Downton Abbey,
- 2015 – Złoty Glob dla najlepszej aktorki drugoplanowej w serialu, miniserialu lub filmie telewizyjnym – za rolę w serialu Downton Abbey.